# Cortinariaceae
Cortinariaceae là một họ nấm trong bộ Agaricales.
Họ nấm này bao gồm khoảng 2100 loài phân bố khắp toàn cầu, trong số đó, có ít nhất 34 loài mang độc tố có thể gây tử vong orellanine (công thức hóa học: C10H8N2O6).

## Miêu tả
Nấm trong họ Cortinariaceae sinh sống và phát triển trên cạn, trong mối quan hệ cộng sinh với các loài thực vật khác.

## Thực phẩm
Tuy có số lượng loài lớn nhưng họ nấm này không được dùng làm thực phẩm vì chứa nhiều loài nấm độc trong đó, một số thậm chí có thể gây nguy hiểm đến tính mạng.